# De rödgrönrosa
De rödgrönrosa är ett inofficiellt namn på samarbeten mellan de svenska politiska partierna Socialdemokraterna (S), Vänsterpartiet (V),  Miljöpartiet (MP) och Feministiskt initiativ (FI).